# Dominique Cina
Dominique Cina (Salgesch, 25 februari 1962) is een Zwitsers voormalig voetballer die speelde als aanvaller. Zijn zoon Hannes Cina is ook een voetballer.

## Carrière
Cina speelde van 1979 tot 1990 voor FC Sion en veroverde in die periode drie keer de beker in 1980, 1982 en 1986; en in 1985 werd hij topschutter. Na zijn periode bij Sion speelde hij nog kort voor FC Wettingen, Lausanne Sports en FC Fribourg.
Hij speelde 14 interlands voor Zwitserland waarin hij niet tot scoren kwam.

## Erelijst
FC Sion
- Zwitserse voetbalbeker: 1980, 1982, 1986
- Topschutter: 1985